# Троїстий союз

Союзи напередодні Першої світової війни:
Троїстий союз
Антанта

Трої́стий сою́з (італ. Triplice alleanza нім. Dreibund угор. Hármas szövetség) — військово-політичний блок Німецької імперії, Австро-Угорської імперії та Королівства Італія, який склався в 1879–1882 і був спрямований проти Французької республіки, Російської імперії та Великої Британії.

## Історія існування
Започаткував утворення Троїстого союзу Австро-Німецький договір від 7 жовтня 1879, який передбачав спільні дії обох країн у випадку нападу Росії на одну із них. Цей двосторонній союз 20 травня 1882 був доповнений договором між Німецькою імперією, Австро-Угорською імперією та Королівством Італія. Німецька імперія і Австро-Угорська імперія зобов'язувалися надавати всіма засобами допомогу Королівству Італія у випадку нападу на неї Французької республіки, а Королівство Італія брала на себе зобов'язання допомогти Німецькій імперії, якщо б вона стала жертвою неспровокованого нападу з боку цієї ж держави. Австро-Угорська імперія звільнялась від допомоги Німецької імперії у випадку військових дій проти Французької республіки — їй відводилась роль резерву на випадок втручання у конфлікт Російської імперії.
Окремі статті договору стосувались великих держав і передбачали, що у випадку нападу двох або кількох великих держав на одного члена Троїстого союзу у війну з ними вступають всі учасники договору. У випадку нападу однієї з великих держав, дві інші зобов'язувались зберігати сприятливий нейтралітет. Виняток робився лише для Французької республіки: у випадку її нападу на одну з країн союзу, всі інші виступали на спільну боротьбу проти неї.
Відразу ж після підписання договору Королівство Італія заявила, що не зможе надати допомогу союзникам, якщо на них нападе Велика Британія, у зв'язку з підвищеною вразливістю берегових комунікацій у випадку нападу на них британського військового флоту. Держави зобов'язувались у випадку спільної участі у війні не підписувати сепаратного миру і дотримуватись таємниці про укладений союз.
Договір трьох держав у наступні роки поновлювався: 20 лютого 1887 у Берліні підписано другий союзний договір; 6 травня 1891 — третій союзний договір; 28 червня 1902 — четвертий союзний договір. Тексти цих договорів в основному повторювали положення документа 1882 і лише включали окремі додаткові угоди. У 1891 були зроблені спроби приєднати Британію до Троїстого союзу, які, хоч і були невдалими, в російських дипломатичних колах вважалися успішними.
Договір 1887 містив австро-італійську угоду про збереження статусу-кво на Балканах, а у випадку, якщо це виявилося б неможливим, сторони передбачали узгоджувати свої дії, що свідчило про зародження суперечностей між цими країнами на Балканах.
Наприкінці XIX — на початку XX століття Королівство Італія почало змінювати зовнішньополітичний курс і поступово відходити від своїх союзників. Різке загострення британсько-німецьких відносин, збитки від митної війни, яку з 1880-х повела Французька республіка проти Королівства Італії, змусили останню шукати зближення з Французькою республікою та Великою Британією. До значного послаблення позицій Троїстого союзу призвело підписання 1 листопада 1902 франко-італійської угоди, за якою Королівство Італія зобов'язувалася зберігати нейтралітет у випадку нападу Німецької імперії на Французьку республіку. У наступні роки Королівство Італія, залишаючись формально членом Троїстого союзу, поступово зближувалася з Французькою республікою та Великою Британією.
Німецька імперія і Австро-Угорська імперія вступили в Першу світову війну без військової підтримки Королівства Італія, яке в червні 1915 заявила про свій вихід із Троїстого союзу й оголосила війну Австро-Угорській імперії.

## Німеччина
Головною особою, відповідальною за Потрійний союз, був Отто фон Бісмарк, канцлер Німеччини. Його головною метою було збереження статус-кво в Європі після об’єднання Німеччини в 1871 році. Особливо його турбувала можливість того, що Франція знайде союзників, щоб повернути Ельзас-Лотарингію. Обіцяючи підтримку Австро-Угорщині та Італії у разі нападу, Бісмарк прагнув зробити їх певною мірою залежними від Німеччини і, відповідно, несхильними до французьких авантюр.

## Австро-Угорщина
До кінця 1870-х років територіальні амбіції Австрії на Італійському півострові та в Центральній Європі були зведені нанівець через появу Італії та Німеччини як нових держав. Зі спадом і невдалими реформами Османської імперії зростало невдоволення слов’ян на окупованих Балканах, що Росія та Австро-Угорщина розглядали як можливість для розширення в регіоні. У 1876 році Росія запропонувала поділ Балкан, але угорський державний діяч Дюла Андраші відхилив пропозицію, оскільки Австро-Угорщина вже була «насиченою» державою і не могла впоратися з додатковими територіями. Таким чином, уся імперія була втягнута в новий стиль дипломатичної гри на межі, який вперше розробив Андраші, зосереджений на провінції Боснія і Герцеговина, переважно слов’янському регіоні, який все ще перебував під контролем Османської імперії.
На тлі Великої балканської кризи, австро-угорські війська окупували Боснію і Герцеговину в серпні 1878 року, а Австро-Угорщина зрештою анексувала Боснію і Герцеговину в жовтні 1908 року як спільне володіння під контролем міністерства фінансів, а не приєднуючи її до Австрії чи Угорщини. Окупація Боснії і Герцеговини була кроком у відповідь на просування Росії в Бессарабію. Не маючи змоги посередничати між Османською та Російською імперіями щодо контролю над Сербією, Австро-Угорщина оголосила нейтралітет, коли конфлікт між імперіями переріс у війну. Щоб протистояти російським і французьким інтересам у Європі, було укладено союз з Німеччиною в жовтні 1879 року та з Італією в травні 1882 року.

## Італія

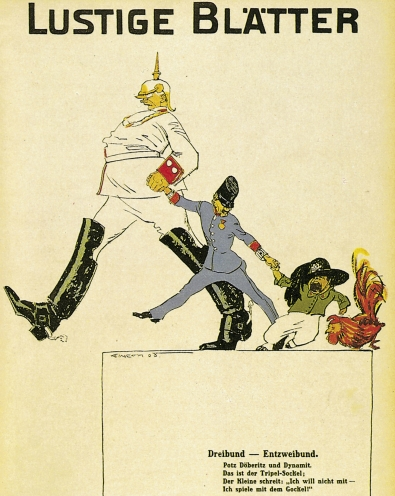
Карикатура з берлінського сатиричного журналу Lustige Blätter. У Потрійному союзі дорослий німець тягне за собою австрійського хлопчика, тоді як італійська дитина влаштовує істерику, щоб залишитися з французьким півнем.

Італія мала кілька мотивів для приєднання до існуючого австро-німецького альянсу. Італійський уряд на той час контролювали консерватори, які ідеологічно симпатизували двом монархіям. Крім того, католицька Австрія традиційно була захисником Папства, з яким Італія мала погані відносини. Однак, можливо, найважливішим було те, що Італія шукала потенційних союзників проти Франції. Королівство Італія, як і більшість інших європейських держав, прагнуло створювати колонії та розбудовувати заморську імперію. Хоча Франція підтримувала італійське об’єднання, колоніальні амбіції Італії в Африці швидко призвели до суперництва з Францією. Це проявилося в обуренні через Французьке завоювання Тунісу в 1881 році, так званий Ляпас Туніса за висловом італійської преси, адже багато італійців розглядали Туніс як потенційну колонію. Приєднавшись до Альянсу, Італія сподівалася гарантувати собі підтримку в разі іноземної агресії. Основний союз зобов’язував будь-яку країну-підписанта підтримувати інших учасників, якщо дві інші країни нападуть. Німеччина виграла війну проти Франції в 1870 році і була природним союзником для Італії. Таким чином, Італія змушена була примиритися зі своїм історичним ворогом, Австро-Угорщиною, проти якої Італія воювала у трьох війнах за 34 роки до підписання першого договору.
Проте італійська громадська думка залишалася без ентузіазму щодо союзу з Австро-Угорщиною, минулим ворогом італійського об’єднання, а італійські населені райони в Трентіно та Істрії вважалися окупованими територіями італійськими іредентистами. У роки перед Першою світовою війною багато видатних військових аналітиків передбачали, що Італія нападе на свого нібито союзника в разі великомасштабного конфлікту. Зі свого боку, Генеральний штаб Австро-Угорщини принаймні з 1903 року розробляв плани на випадок можливої війни проти Риму. Взаємні підозри призвели до зміцнення кордону та спекуляцій у пресі про війну між двома країнами на початку XX століття. Ще в 1911 році граф Франц Конрад фон Гецендорф, начальник Генерального штабу Австро-Угорщини, виступав за превентивний удар проти нібито союзної Італії. Ці прогнози посилилися через вторгнення та анексію Італією Лівії, що призвело до конфлікту з Османською імперією, яку підтримувала Німеччина.